# 舘原美幸
舘原 美幸（たちはら みゆき、1983年5月13日 - ）は、元OBS大分放送アナウンサー。

長崎県南島原市出身、血液型A型。

西南学院大学出身で、在学中は「アナウンス研究会」に所属していた。

2006年よりKBC九州朝日放送のラジオカー、ひまわり号リポーターやアナウンサーを経て、2009年アナウンサーとして安元佳奈、久長美奈子（現・長崎文化放送アナウンサー）と共にOBSに入社。

2013年3月で、OBS大分放送を退社。

既婚者である。

好きな食べ物は豚足・ラーメン・焼肉・クレープ。

趣味は音楽鑑賞（J-POP、洋楽、演歌）、洗濯。

学生時代は陸上部に所属し、中距離の選手だった。

ごごらくワイドレギュラー時、県産豚肉を紹介するコーナーを担当した際に豚のアップリケを付けた割烹着を着ていたため、一部から「豚肉アナ」と呼ばれていた。退職後、2013年10月13日に行われた「OBSラジオ祭り」で飯倉アナがこの役を引き受ける際、新しく作ったエプロンを渡すため約半年振りに公の場に登場した。
また、2013年10月19日放送のHAMARooooN!!ステーションのエンディングで、自宅寝室から電話出演した。その際枕を2つ使用（1つは膝下に使用）していることと、腰痛持ちをカミングアウトした。

## 過去の担当番組
テレビ
- おおいたデジタル紀行（ナレーション）
- かぼすタイム
- 旬感!3ch（水）
- OBSニュース

ラジオ
- 大分の偉人伝（月）
- ごごらくワイド（木・金）
- OBSラジオ図書館（土）
- おはなしの森
- くらしのたより
- OBSニュース